# ليونيل مورا
ليونيل مورا (بالبرتغالية: Leonel Moura‏) هو فنان برتغالي، ولد في 26 ديسمبر 1948 في لشبونة في البرتغال.